# Charles Coburn
Charles Douville Coburn (ur. 19 czerwca 1877 w Savannah, zm. 30 sierpnia 1961 w Nowym Jorku) − amerykański aktor filmowy i teatralny, laureat Oscara za rolę drugoplanową w filmie Wesoły sublokator. W 1918 wraz ze swoją żoną założył Coburn Players i występował na Broadwayu w wielu przedstawieniach. Wraz z jej śmiercią w 1937 przyjął kontrakt z Hollywood i zaczął grać w filmach w wieku 60 lat.

## Wybrana filmografia
- 1938: W ludzkich sercach
- 1941: Lady Eve
- 1943: Niebiosa mogą zaczekać
- 1952: Małpia kuracja
- 1953: Mężczyźni wolą blondynki

## Nagrody
- Nagroda Akademii Filmowej 1943: Wesoły sublokator (Najlepszy Aktor Drugoplanowy)